# Il banchiere anarchico
Il banchiere anarchico è un film del 2018 diretto da Giulio Base, tratto dall'omonimo racconto di Fernando Pessoa del 1922.

## Trama
Durante la sua festa di compleanno un ricco banchiere confessa al suo unico amico di condividere l'ideologia anarchica spiegando le sue ragioni.

## Distribuzione
Presentato fuori concorso a Venezia nella selezione per la 75ª Mostra del Cinema, il film è stato distribuito nelle sale cinematografiche italiane a partire dal 10 ottobre 2018.